# Louis Honoré Arnavon
Louis Honoré Arnavon est un homme politique français né le 9 juillet 1786 à Marseille (Bouches-du-Rhône) et mort le 18 octobre 1841 à Marseille.

## Biographie
Négociant marseillais, fabricant de savons, membre du conseil municipal et colonel de la garde nationale de cette ville en 1830, il est élu député conservateur du département des Bouches-du-Rhône, dans le premier collège électoral (Marseille), 8 septembre 1831, au troisième tour d'une élection partielle où il n'y eut que 55 votants. Il donna sa démission un mois et demi plus tard, le 21 octobre 1831.
Il avait été fait chevalier de la Légion d'honneur le 10 mai 1831.

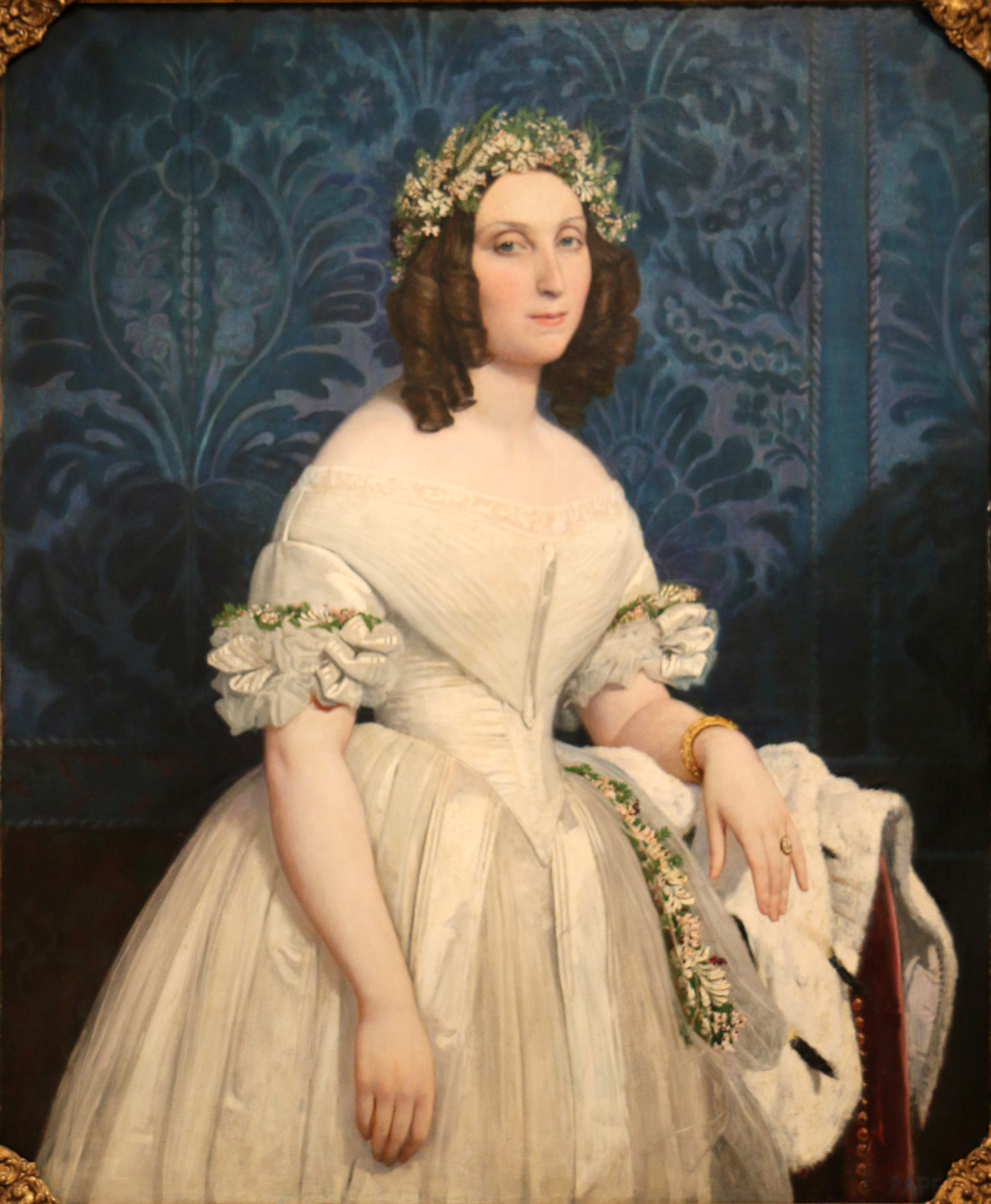
Portrait de sa fille, Mme Charles-Roux.

Louis Honoré Arnavon est le grand-père de Jules Charles-Roux.

## Sources
- « Louis Honoré Arnavon », dans Adolphe Robert et Gaston Cougny, Dictionnaire des parlementaires français, Edgar Bourloton, 1889-1891 [détail de l’édition]
- Émile Perrier, Les bibliophiles et les collectionneurs provençaux anciens et modernes : arrondissement de Marseille, Barthelet et Cie, 1897